# Andrzej Korsak Bobynicki
Andrzej Korsak Bobynicki herbu własnego – podstoli połocki w latach 1699-1704, koniuszy połocki w 1698 roku, strażnik połocki w latach 1696-1698, miecznik połocki w latach 1692-1694.
Poseł na sejm 1701 roku i sejm z limity 1701-1702 roku z województwa połockiego.